# Querelle des femmes

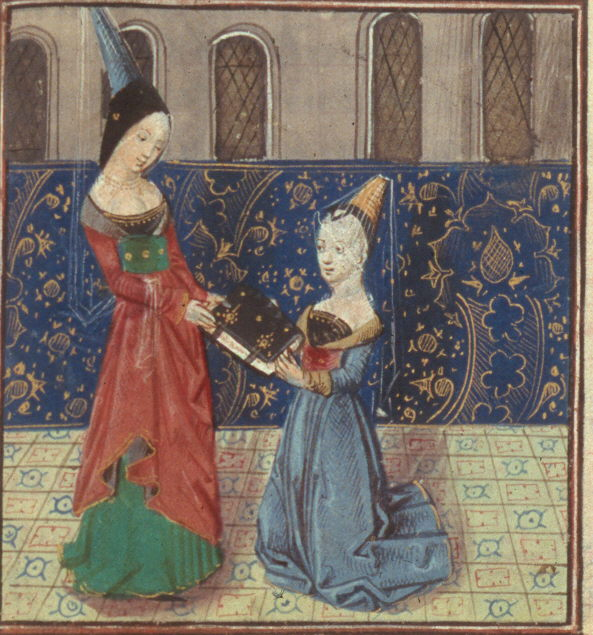
Christine de Pizan presenta il suo libro a Margherita di Borgogna, illustrazione da La città delle dame, c. 1475.

La querelle des femmes è una categoria di indagine storica utilizzata nel Novecento per designare il dibattito intellettuale sviluppatosi tra il XIII e il XVIII secolo in Europa, con epicentro in Francia, intorno a questioni connesse all’uguaglianza o l'ineguaglianza dei sessi, alla natura, al ruolo e al posto della donna nella società.
Tale dibattito, inizialmente fondato sull'idea dell'inferiorità femminile, sostenuta nei testi medievali attraverso argomenti filosofici, teologici, medici e giuridici per lo più provenienti dalla tradizione classica, dall'esegesi biblica e dagli scritti dei Padri della Chiesa, nel corso dei secoli si è manifestato in trattati, orazioni, opere poetiche e teatrali, saggi, romanzi e nella produzione artistica, trovando espressione in un'ampia varietà di toni - serio o satirico, volgare o faceto - e di temi: dalla discussione sulla natura, sulle capacità fisiche, morali, intellettuali delle donne, alla difesa o al rifiuto posto alla scrittura e all’istruzione femminile, alla valutazione del matrimonio, alle controversie sulla bellezza e sugli ornamenti nell'Italia della prima età moderna, al ruolo sociale assegnato alle donne, alle gerarchie di genere.
All'interno di questa lunga controversia, il primo scritto di cui una donna è stata autrice, e quello da cui tradizionalmente si fa iniziare la querelle, è La città delle dame (1405) della scrittrice Christine de Pizan (1364-1430); il dibattito da lei avviato, in risposta alle diffuse considerazioni misogine di altri autori, costituì una novità per l'epoca e secondo la studiosa Joan Kelly avrebbe rappresentato nei successivi quattro secoli «il veicolo attraverso il quale si sviluppò la maggior parte del primo pensiero femminista».

## Etimologia
Il termine querelle, dal latino querela, significa lamento, dolore o lagnanza; dal punto di vista del diritto corrisponde a una denuncia, un atto con cui l'offeso dà avvio ad un'azione penale nei confronti di chi ritiene abbia compiuto un'infrazione alla legge.
Con quest'ultimo significato, di "accusa legale", il termine compare nei testi in francese antico fin dal XII secolo; riferito al dibattito/contesa tra i due sessi, sorto almeno agli inizi del Quattrocento, viene utilizzato per la prima volta nella forma di "querelle des dames" in un dialogo tra due personaggi maschili ne Le Champion des dames di Martin Le Franc, scritto intorno al 1440.
Nel corso del Cinquecento e Seicento, quando il dibattito raggiunge il suo apice in Europa, il lessema risulta raramente usato. Compare ad esempio ne Le Jugement poëtic de l’honneur femenin (1536) di Jean Bouchet, ma viene progressivamente sostituito dai termini "apologie", "défense"; Marie de Gournay intitola un suo scritto del 1626, nel quale auspica l'uguaglianza tra i sessi, Grief des Dames (Lamento delle donne).
Il termine Querelle ritrova utilizzo nei primi anni del Novecento nell'ambito degli studi letterari sul Rinascimento; Abel Lefranc intitola un suo libro sull'opera di Rabelais, Le tiers livre du "Pantagruel" et la querelle des femmes, pubblicato nel 1904 e andato in ristampa nel 1914 e 1937; nel 1937 Emile Telle lo ripropone nel suo saggio sulla scrittrice e poetessa francese Marguerite de Navarre, L’œuvre de Marguerite d’Angoulême, reine de Navarre et la querelle des femmes.
Secondo la studiosa tedesca Margarete Zimmermann la rinascita di questo lessema non sarebbe avvenuta per caso, ma costituirebbe il risultato di "una specifica costellazione storica: l’incontro tra il primo femminismo francese e lo storicismo, avvenuto intorno al 1900": entrambi avrebbero condiviso l'esigenza di storicizzare il femminismo nascente, indagando sulle sue origini.

## Storia
je sçay de vray qu’autrement fust du fait

car bien scevent qu’a tort son encoulpées»
sono sicura che li avrebbero fatti in un altro modo
 
perché sanno che a torto le si accusa»
(Christine de Pizan, Épistre au Dieu d’amour, 1399, vv. 417-419)

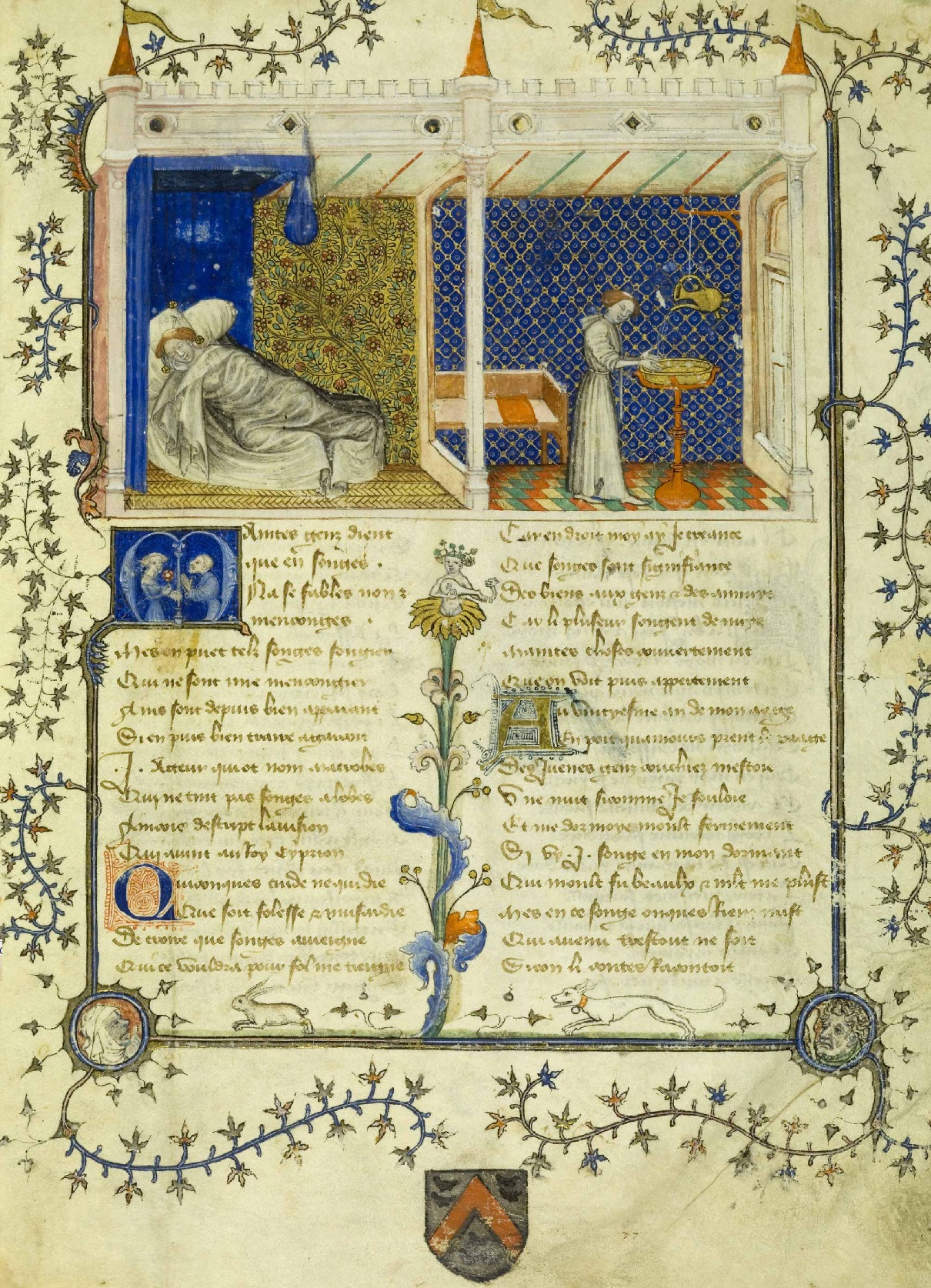
Roman de la Rose

La tradizione medievale cortese che omaggiava la donna, spesso identificata in una creatura divina, nel XIII secolo viene posta in discussione da un folto numero di scritti prodotti da chierici e laici, specie nella forma dei fabliaux, nei quali a prevalere sono contenuti osceni e la derisione e la svalutazione del genere femminile, del matrimonio e dell'amore cavalleresco; l'esempio più noto è rappresentato dal Roman de la rose (1277), un poema allegorico in versi, iniziato da Guillaume de Lorris nel 1237, a cui quarant’anni dopo Jean de Meung, l'autore a cui vengono attribuite le parti misogine, aggiunse circa 17.000 versi, più di quattro volte l'originale..
Alcuni studiosi collocano l'inizio della querelle nell'opera che la scrittrice Christine de Pizan (1364-1430) scrisse in risposta a de Meung, La città delle dame, pubblicata nel 1405, e ne individuano l'apice, anche come sistematizzazione di argomenti e stile, nell'età rinascimentale, quando aumentò in maniera sorprendente il numero delle tipografie e le nuove traduzioni dal greco e dal latino accompagnarono la rinascita dell’interesse per il pensiero classico.
Lo studio pionieristico sulla rappresentazione delle donne nel Rinascimento condotto da Ruth Kelso nel 1956, ha censito nel periodo compreso tra il 1400 e il 1600, 891 testi prevalentemente in lingua italiana e francese, con tema la donna, nei quali "sembra che il vituperio delle donne sia sempre stato, da quando abbiamo documenti, uno sport virile", senza limitazioni di regioni o di classi. La "guerra dei sessi" che raggiunse il suo apice nel XVI secolo, avrebbe reso visibile quale posto veniva assegnato al sesso femminile nell'opinione rinascimentale.
In questo dibattito, secondo l'autrice, sarebbero distinguibili quattro atteggiamenti: il primo ritiene la donna completamente malvagia; il secondo, la convinzione più diffusa, la considera senza colpa, ma anche senza rimedio, debole di natura e inferiore all'uomo dai tempi della creazione divina; il terzo reputa la donna uguale all'uomo sia biologicamente che intellettivamente, e addebita la sua apparente incapacità di assolvere compiti diversi da quelli domestici, alla mancanza di istruzione; l'ultimo, infine, sostiene la superiorità del sesso femminile, un'affermazione radicale mossa principalmente da fini laudativi e a volte confinante con il paradosso, con la satira indiretta.

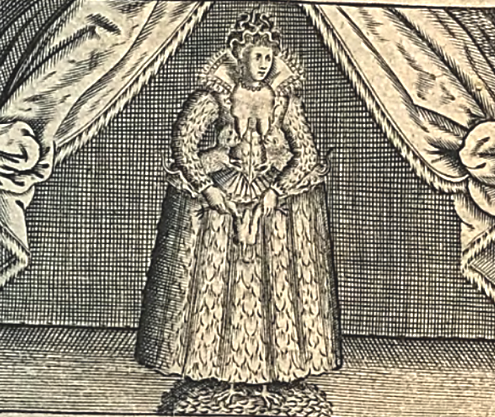
Copertina dell'Alphabet de l'imperfection et malice des femmes (1617) di Jacques Olivier

Alla produzione di scritti a favore delle donne contribuirono scrittori che intervennero nel dibattito sulle capacità intellettuali e la probità femminile con trattati, come il Dialogo delle Bellezze delle donne (1559) di Agnolo Firenzuola e opere in prosa come quelle di "Maggi, Bruni, Torquato Tasso e Bronzini, tra gli italiani; Bouchard, Agrippa, Billon, e Mademoiselle de Gournay, protetta di Montaigne, tra i francesi; e Nicholas Breton tra gli inglesi".
Un testo che nel XVI secolo ottenne particolare fortuna nel dibattito e che costituì il capostipite di scritti volti a ribadire la dignità della donna, ampiamente imitato da altri autori - in Italia, ad esempio, da Lodovico Domenichi e da Alessandro Piccolomini - fu De nobilitate et praecellentia foeminei sexus (1529, Nobiltà e preminenza del sesso femminile) dell'umanista tedesco Cornelio Agrippa, un'apologia del sesso femminile dedicata alla figlia dell'imperatore Massimiliano, Margherita d'Asburgo, che fu tradotta in francese, inglese, italiano e olandese, e che conobbe undici edizioni fra il 1567 e il 1714.
Nell'altro campo, ugualmente numeroso e di più lunga tradizione, intervennero scrittori e poeti che, ancora particolarmente attivi nel XVII secolo, diffondevano con versi per lo più di carattere satirico gli stereotipi misogini, come testimonia l'Alphabet de l’imperfection et malice des femmes (1621) di Jacques Olivier, nel cui frontespizio è ritratta una donna dalla capigliatura di serpenti e i piedi a forma di zampe di gallina, che allatta dai seni penduli due gattini e regge tra le mani un pollo senza testa, un'opera che tra i Seicento e il Settecento conobbe quindici ristampe.

Altri generi utilizzati all'interno della querelle furono il dialogo, molto in voga tra gli italiani, come Michelangelo Biondo nel suo Angoscia, Doglia e Pena (1546), Sperone Speroni nel Dialogo delle lodi delle donne (1542), Ludovico Domenichi con La nobiltà delle donne (1549), Ortensio Lando con la struttura in domande e risposte su cui costruì Quesiti amorosi; il sogno, già utilizzato da Christine de Pizani; il genere epistolare, sperimentato da Hélisenne de Crenne nelle Epistres familieres et invectives (1539) e dallo stesso Lando in Lettere di molte valorose donne (1549), una raccolta di lettere di colte donne venete nelle quali il riscatto dal sesso maschile viene indicato nell'accesso delle donne all'istruzione.

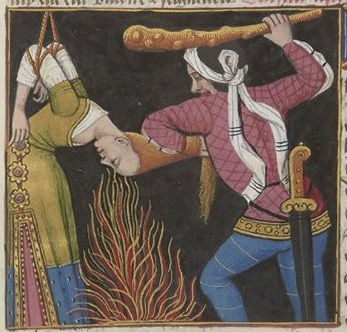
De mulieribus claris, Leena

È stato notato da parte di diversi studiosi come il dibattito sulle prerogative dei due sessi costituisse un genere con argomenti, esempi, stereotipi, autorità prestabilite, e come spesso gli autori sfruttassero questi confronti per esibire la loro abilità dialettica, a volte intervenendo in entrambi i campi. La maggior parte delle tesi veniva costruita sulle regole della retorica dimostrativa, sull'esegesi biblica, sulla mitologia e la filosofia classica, in particolare sull’opera di Platone e Aristotele, e sull'utilizzo di esempi storici, su modello del De mulieribus claris di Boccaccio. Quest'ultimo costituì il prototipo dei cataloghi di donne famose, di exempla, di aneddoti storici o di raccolte di citazioni, tra cui lo stesso Nobiltà e preminenza del sesso femminile di Cornelio Agrippa, basato su una selezione di figure femminili tratte dalla Bibbia e dalla tradizione classica, le cui biografie dovevano servire da modello da emulare, "secondo il precetto normativo dell'imitatio umanistica".
Nei tre trattati femministi di François Poullain de la Barre (1647–1723) pubblicati tra il 1673 e il 1675, nei quali viene sostenuta l'uguaglianza dei sessi dal punto di vista biologico, intellettuale, sociale e politico, alcuni studiosi ravvisano un cambio di paradigma nello stile con cui fino ad allora era stata condotta la querelle; a prevalere sarebbero argomentazioni filosofiche, di matrice cartesiana, e non, come in precedenza, motivazioni galanti o fondate sull'eloquenza o la benevolenza.
Nella querelle si susseguirono e si contrapposero istanze e resistenze nei confronti dell’uguaglianza dei sessi, spesso intese a ridefinire le relazioni di genere. Alcuni critici hanno messo in guarda dai pericoli di anacronismo nell'interpretazione di tali discussioni, rilevando come la principale differenza tra la tradizione rinascimentale e della prima età moderna di difesa dei meriti delle donne con quella del femminismo otto-novecentesco, consistesse nel carattere apolitico della prima; gli scritti umanistici si muoverebbero su un piano teorico di affermazione dei meriti e dell'eccellenza femminile, e anche nei casi in cui uniscono la richiesta di maggiori opportunità di istruzione per le donne delle classi superiori, sarebbero dettati da motivazioni diverse, inconseguenti dal punto di vista del cambiamento reale dello status sociale delle donne: fini encomiastici, di compiacenza nei confronti dei propri mecenati, desiderio di posizionamento intellettuale (ad esempio nello schieramento contro la tradizione scolastica) o sociale (sostenere l'appartenenza all'ambiente laico e cortese anziché a quello clericale o accademico), desiderio di fare sfoggio di erudizione e di doti intellettuali.
L'identità dell'autore e la sua appartenenza all'uno o all'altro sesso rivestirebbe inoltre una fondamentale importanza: "un discorso di una donna in difesa delle donne chiede di essere letto in modo molto diverso da un discorso di un uomo": la denuncia delle conseguenze sociali della "tirannia" e degli abusi maschili (ad esempio il sistema delle doti matrimoniali, la monacazione forzata o la violenza sulle donne da parte dei loro mariti messa in evidenza da Pizan) non è un argomento condiviso dalla trattatistica di produzione maschile.

### Francia
de fait ou de volonté putes»
nei fatti o nelle intenzioni puttane»
(Guillaume de Lorris, Jean de Meung, Roman de la rose, vv. 9155-9156)

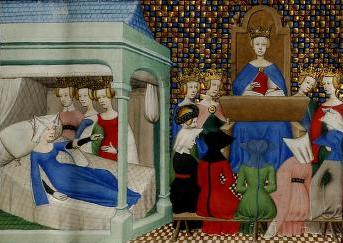
Illustrazione da Le livre des trois vertus di Christine de Pizan

Oltre al citato Roman de la rose (1277), i più noti scritti misogini prodotti nel XIII in Francia sono il Liber lamentationum Matheoluli (1295 circa), La Contenance des Fames e Le Blasme des fames, basati sul comune tema dei vizi femminili.
La città delle dame (1405) di Christine de Pizan (1364-1430) riorienta il dibattito medievale concentrato sulla satira delle donne e del matrimonio, confuta la natura della stessa misoginia e offre per la prima volta una risposta da un punto di vista di genere. Nella sua opera l'autrice presenta un modello di città abitata da sole donne virtuose e lodevoli; nella sua realizzazione viene accompagnata e sostenuta da tre figure di donne allegoriche (Ragione, Giustizia e Verità), grazie alle quali giunge alla consapevolezza che la tradizione scritta è una prerogativa degli uomini e che quelli mossi contro le donne non sono dati oggettivi, ma pregiudizi culturali, opinioni maschili: "Se le donne avessero scritto libri, sono sicura che li avrebbero fatti in un altro modo".
Tra il XV e XVII secolo il dibattito si concentra intorno ad argomenti che trattano le donne come categoria, verso la quale esprimere biasimo o lode; la letteratura misogina, le accusa di "sessualità vorace e rapporti diabolici", mentre quella a difesa sposta l'attenzione dal valore morale alle capacità intellettive femminili.
La maggior parte dei contributi alla querelle si concentra tra il XVI e l'inizio del XVII secolo. Esempio dei più diffusi trattati misogini del XVI secolo è Controversies des sexes masculin et femenin (Controversie dei sessi maschili e femminili), scritto nel 1536 dall'avvocato Gratien Du Pont di Tolosa, la cui particolarità risiede nell'essere l'unico esempio di voce maschile che prende la difesa del sesso maschile minacciato. Alcune donne e uomini producono scritti in difesa del genere femminile, spesso presentando gallerie di donne insigni e modelli di eccellenza tratti dal passato; tra le opere più note vi sono quelle di Gratien du Pont (1534), François de Billon (1553), Jean de Marconville (1564). L'Égalité des hommes et des femmes (1622) di Marie de Gournay, scritto in risposta ad Alexis Trousset, alias Jacques Olivier, segna lo spostamento dell’interesse dall’argomentazione retorica alla questione pratica dell’educazione femminile.

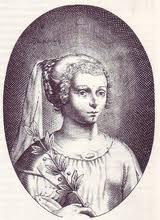
Marie de Gournay

Secondo uno studio condotto da Marc Angenot, tra le opere pubblicate in Francia dalla comparsa della stampa fino alla fine dell'Ancien Régime - la maggior parte in francese, alcune in latino e in italiano - si possono contare circa ottanta trattati, saggi, dissertazioni in difesa delle donne, che sostengono non l'uguaglianza dei sessi, ma espressamente la superiorità del sesso femminile, un numero più elevato di quello degli scritti di espliciti detrattori delle donne. Queste opere, che nel corso di tre secoli si presentano stabili e omogenee dal punto di vista delle argomentazioni e della struttura discorsiva, costituiscono una parte significativa di tutti i libri dedicati alla condizione femminile, all'educazione delle fanciulle, alle donne trattate dal punto di vista teologico, fisico, medico, morale e storico.
Secondo Angenot tale produzione, potenzialmente rischiosa per i suoi autori, perché critica nei confronti di pregiudizi secolari, è connotata da una miscela di "audacia teorica ed esibizione cerimoniosa ed erudita", gioco e sfida dialettica; attraverso l'abile uso di artifici retorici, essa utilizza, capovolgendoli, gli stessi testi, le stesse autorità e lo stesso sistema di valori degli avversari, ad eccezione di alcuni "spiriti più intrepidi", come Poullain de la Barre o l'anonimo autore dell'Apothéose du Sexe, il cui naturalismo libertino può essere letto come una sovversione dei presupposti dominanti.
La maggior parte degli autori della querelle è di sesso maschile: lo scarso numero di donne che si esprimono a difesa del proprio sesso, "da Christine de Pisan a Olympe de Gouges passando per Suzanne de Nervèze, Marie de Gournay e Anne-Marie van Schurman" si rivelano più moderate e meno disposte della loro controparte maschile a sostenere la superiorità del proprio sesso, un atteggiamento inconsueto, per chi, assecondando la tradizione classica, secondo Angenot, sarebbe stato "incapace di concepire differenziazione senza gerarchia".
Il dibattito sulla superiorità di un sesso sull'altro viene progressivamente abbandonato con l'affermarsi della dottrina cristiana dell'uguaglianza spirituale di uomini e donne e l'acutizzarsi della disuguaglianza sociale e politica delle donne.

### Gran Bretagna

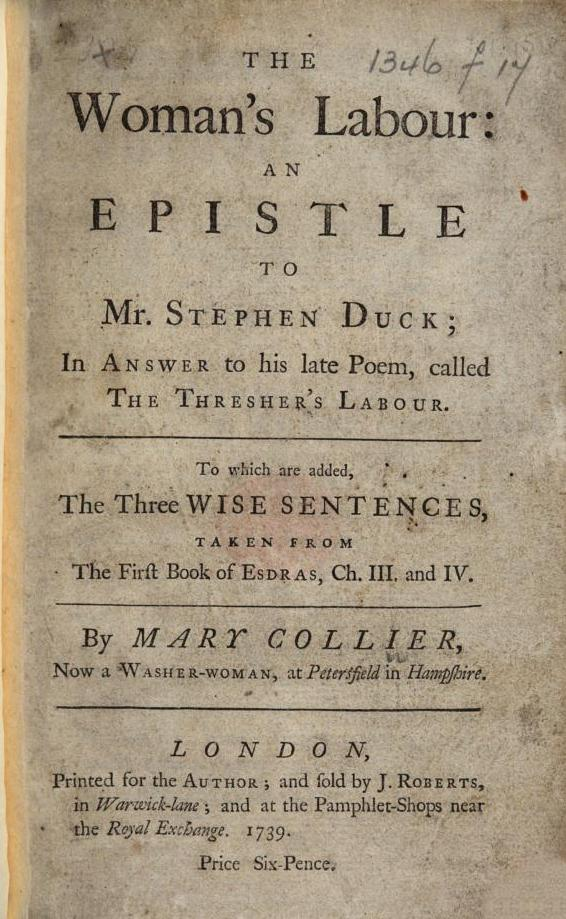
Frontespizio di The Woman's Labour (1739) di Mary Collier

In Gran Bretagna i primi testi scritti da donne in difesa del proprio sesso, collocati all'interno della querelle, risalgono al XVI secolo e sono generalmente indicati nella poesia di Isabella Whitney The Copy of a Letter (1567) e nel breve scritto Her Protection For Women (1589) di Jane Anger; ad essi si fanno generalmente seguire, nel XVII secolo, tre successivi opuscoli scritti in risposta al pamphlet di contenuto misogino, di ampia diffusione, The Arraignment of Lewd, Idle, Froward and Unconstant Women (1615) di Joseph Swetnam: A Muzell for Melastomus (1617) della poetessa Rachel Speght, Ester Hath Hang'd Haman (1617) di Ester Sowernam e The Worming of a Mad Dogg (1617) di Constantia Munda.
Tra queste autrici, solo il nome delle poetesse Isabella Whitney e Rachel Speght risultano storicamente identificabili, mentre per le altre firme - Jane Anger, Ester Sowernam e Constantia Munda - probabilmente pseudonimi, non è possibile risalire con certezza all'identità e al sesso dell'autore; lo stesso problema si presenta per The Women's Sharpe Revenge (1640), pubblicato con gli pseudonimi di Mary Tattlewell e Joane Hit-him-Home, in risposta agli scritti di John Taylor, da alcuni indicato come il vero autore dell'opuscolo.
Sempre nel corso del XVII secolo altre donne, come l'anonima autrice di The Ladies Defence, successivamente identificata nella poetessa Mary Chudleigh (1656-1710), e Judith Drake, che nel 1696 pubblicò An Essay in Defence of the Female Sex, avrebbero preso la penna per rispondere ai numerosi detrattori del genere femminile.
La querelle sarebbe proseguita anche nel XVIII secolo, coinvolgendo membri della classe lavoratrice; esempio ne fu l'opera in versi The Woman's Labour (1739) di Mary Collier, scritta in risposta a The Thresher's Labor (1730) dell'agricoltore Stephen Duck che aveva dipinto le donne lavoratrici come delle fannullone impegnate principalmente in "chiacchiere rumorose". Nella sua pungente risposta, Collier, una lavandaia che lavorava nell'Hampshire, ritenuta la prima poetessa della classe operaia a pubblicare un proprio scritto, ridefinì questa immagine attraverso la metafora dell'alveare, elencando tutte le attività che una donna quotidianamente, a casa e fuori casa, era chiamata a svolgere.

### Spagna

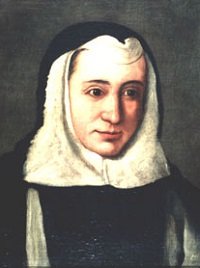
Teresa de Cartagena

L'avvio della querelle in Spagna si colloca negli anni trenta del Quattrocento, quando apparvero numerosi testi sulla natura delle donne, diffamatori o scritti a difesa del sesso femminile, i cui autori ricoprivano importanti incarichi nelle corti di Castiglia, Aragona e Navarra.
I più noti trattati a contenuto misogino che alimentarono il dibattito furono l'Arcipreste de Talavera o Corbacho (1438) di Alfonso Martínez de Toledo, una guida che metteva in guardia i giovani dall'amore per le donne, e Maldezir de mugeres (1445 ca., La calunnia contro le donne), dodici strofe sulla natura pericolosa e subdola del sesso femminile, scritte da Pere Torrellas, un cortigiano al servizio di Giovanni II d'Aragona.
Inizialmente destinati ad un pubblico selezionato, circoscritto alla corte, conobbero una diffusione sempre più ampia che si protrasse nel secolo successivo, inducendo diversi autori - come Suero de Ribera (1410 ca.–1475), Anton de Montoro (1404 ca.–1477 ca.) e l'umanista Gómez Manrique (c. 1412–1490) - a confutare le tesi sostenute e a rispondere con altri versi in difesa del sesso femminile, così come avevano fatto, sempre all'interno dell'ambiente di corte, Juan Rodríguez del Padrón con Il Triunfo de las donas (1440 circa) e Diego de Valera con Defensa de las virtuosas mugeres (prima del 1445), dedicati a Maria d'Aragona, ed entrambi arricchiti da esempi del passato, da una vasta galleria di donne illustri elevate a sostegno dei meriti femminili.
Verso la fine del Quattrocento la querelle trovò il suo principale genere di espressione nella narrativa; in alcuni romanzi sentimentali, come Il Cárcel de amor (1492, La prigione dell'amore) di Diego de San Pedro, e Grisel y Mirabella (1495) di Juan de Flores, la discussione a favore o contro le donne venne sostenuta dagli stessi personaggi in alcune scene dialogiche.
Nel XV secolo, la scrittrice e monaca Teresa di Cartagena fu la prima autrice inserita dalla critica nel contesto della "querelle" in Spagna. Nella sua opera Admiración de las obras de Dios, la religiosa sostiene la complementarità dei sessi e l'uguaglianza delle donne nel ricevere la grazia di Dio; affermando che Dio ha donato loro, come agli uomini, la facoltà di scrivere, difende, oltre a se stessa, le capacità intellettuali e l'autorialità di tutte le donne che hanno deciso di prendere la penna.
Nel XVI secolo il filosofo e umanista spagnolo Juan Luis Vives con il suo De Institutione Feminae Christianae scritto nel 1523, quando era il tutore della regina Caterina e della principessa Maria, fu l'autore che maggiormente influì nel plasmare l'opinione pubblica in Inghilterra e nel continente: il libro conobbe più di quaranta edizioni prima della fine del secolo. In esso l'autore sostenne che alle donne doveva essere insegnata la grammatica e logica, mentre la storia andava riservata agli uomini; banditi i romanzi e le opere della tradizione classica, le letture adatte alle donne erano i testi sacri e le opere dei padri della chiesa, che le avrebbero rese virtuose.
Nei secoli XVI e XVII partecipa al dibattito un numero maggiore di donne, anche nella forma del "matronage", nelle vesti di dedicatarie, protettrici o lettrici, come furono Maria d'Aragona, Isabella di Castiglia e altre donne aristocratiche nelle loro corti. Nel Seicento tra le scrittrici si distinguono María de Zayas (1590-1647?) e Juana Inés de la Cruz che continuano la tradizione della querelle sostenendo, contro la tradizione misogina, l'istruzione delle donne, il loro diritto alla conoscenza e agli studi, una rivendicazione sostenuta anche nella seconda metà del Settecento dalla pedagoga e scrittrice illuminista Josefa Amar y Borbone in diversi scritti, tra cui Discurso en defensa del talento de las mujeres (1786).

### Italia

#### XIII-XIV secolo
A far il maschio solamente intenda, 

E per formar la femmina non prenda, 

Se non contra sua voglia alcuna cura.»
(Leonora della Genga, Tacete o maschi, a dir che la natura, XIV secolo)

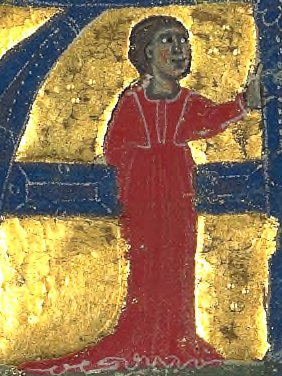
Azalais de Porcairagues, una trobairitz attiva nel tardo XII secolo

Il dibattito intorno alla natura, ai meriti e demeriti delle donne si sviluppa in Italia nel XV e XVI secolo in trattati, opere in prosa e in poesia. Alcuni studiosi, ridefinendone e ampliandone i temi, retrodatano di due secoli la periodizzazione del filone filoginico, indicandone gli antecedenti in alcune canzoni di Guittone d'Arezzo in difesa delle donne e contro la tradizione misogina, come Ahi lasso, che li boni e li malvagi, e nel testo in prosa del fiorentino Andrea da Grosseto, vissuto tra la metà del Duecento e il primo Trecento, conosciuto con il titolo De lodo delle femine (1248).
Fanno parte di questa rivalutazione anche i testi di poetesse italiane del Duecento e del Trecento, i cui temi e modelli vengono a loro volta ricondotti ad una tradizione poetica anteriore, risalente alla lirica femminile trobadorica dell’al-Andalus. Autrici italiane come Nina Siciliana, Compiuta Donzella, il gruppo delle petrarchiste marchigiane, tra cui Ortensia di Guglielmo, Livia da Chiavello, Leonora della Genga, e le bolognesi Giovanna Bianchetti Bonsignori e Bartolomea Mattugliani, secondo questi studi, avrebbero trattato temi poi ricomparsi nella querelle: "l'intraprendenza amorosa femminile, la difesa del ruolo della donna nella cultura, il confronto con gli uomini sul piano letterario", sostenendo il proprio diritto alla scrittura e rifiutando la derisione, l'emarginazione e la subordinazione a loro riservate come genere dalla società e dal mondo delle lettere.

#### XV secolo
Nella trattatistica femminile del Quattrocento si distinguono i testi dell'umanista veronese Isotta Nogarola (1418-1466), nei quali viene operato un capovolgimento delle tesi sostenute dalla tradizione misogina. Autrice dello scritto, poi pubblicato sotto forma di dialogo, De pari aut impari Evae atque Adae peccato, Nogarola prende timidamente le distanze da Agostino, difendendo paradossalmente il proprio genere con il concetto di superiorità maschile, argomento utilizzato in precedenza da Guittone d'Arezzo nella sua difesa delle donne e successivamente da Juana Inés de la Cruz: se Adamo è saggio e perfetto, mentre Eva debole e corruttibile per natura, la responsabilità del peccato originale non può pesare su entrambi nello stesso modo.
Negli ultimi due decenni del secolo, a sostegno del sesso femminile, escono diversi trattati, tra i primi esempi di una tipologia che troverà larga diffusione nel Cinquecento: il De laudibus mulierum (ca. 1487) di Bartolomeo Goggio, dedicato a Eleonora d'Aragona, nel quale l'autore difende l'uguaglianza dei sessi; La defensione delle donne del sacerdote agostiniano Agostino Strozzi, su commissione della cugina Margherita Cantelmo (ca.1474-1532), di influente famiglia mantovana; il De Mulieribus di Mario Equicola e il pometto in ottave, dallo stile goliardico e giocoso, intitolato Il Trastullo delle donne (1492), dell'umanista Faustino Perisauli, una risposta al testo misogino Il sonaglio delle donne del fiorentino Bernardo Giambullari, dal tono didascalico-moraleggiante, oggetto di diverse edizioni nel corso del XV secolo.
Partecipano alla produzione che ha per tema la dignità delle donne due cataloghi di donne illustri, il primo prodotto con fini morali e politici dall'umanista e bibliofilo Vespasiano da Bisticci, Libro delle lode e comendatione delle donne (1484-1491), il secondo, con intenti celebrativi, da Giovanni Sabadino degli Arienti, Gynevera de le clare donne (1489-1490), dedicato a Ginevra Sforza e comprendente biografie di donne bolognesi.

#### XVI secolo
Di ciascuna arte ov'hanno posto cura,

E qualunque all'istoria abbia avvertenza,

Ne sente ancor la fama non oscura.

Se il mondo n'è gran tempo stato senza,

Non però sempre il male influsso dura;

E forse ascosi han lor debiti onori

L'invidia e il non saper degli scrittori»
(Ludovico Ariosto, Orlando furioso, XX, 1-16)

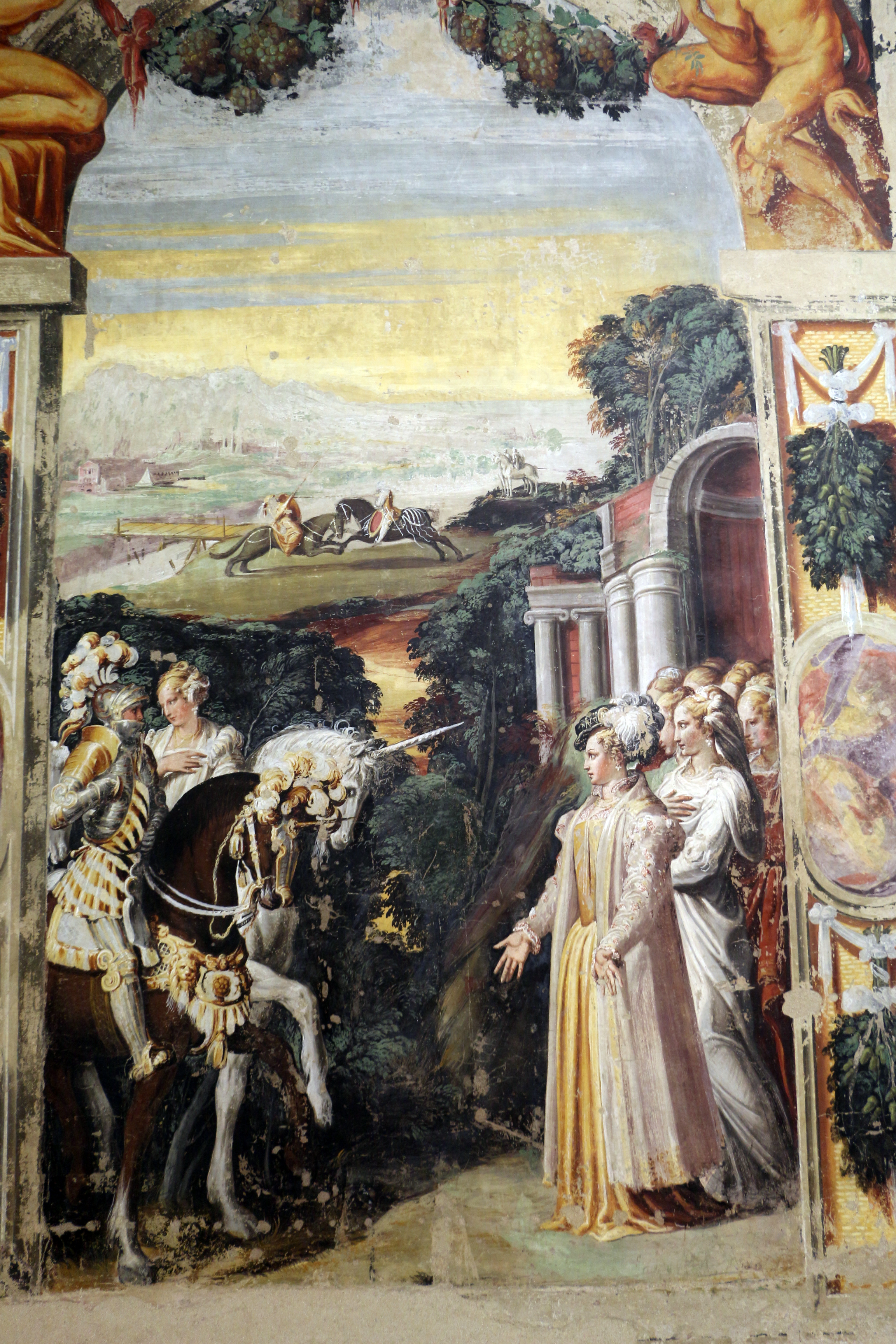
Alcina riceve Ruggero, affresco dell'Orlando furioso di Niccolò dell'Abate

Tra la fine del XV e l'inizio del XVI la querelle trova nuovo vigore nelle corti dell'Italia settentrionale, dove si sviluppa il dibattito, fiorito anche in altri paesi d'Europa, sull'uguaglianza o meno delle donne con l'altro sesso, alimentato da opere come Il libro del Cortegiano di Castiglione (1528), il cui terzo volume è dedicato alla costruzione dell'ideale femminile cinquecentesco della dama di palazzo, "a metà tra erudizione e gratia", e l'Orlando Furioso di Ariosto (1532), in cui molte delle rappresentazioni narrative femminili, delle passioni e opinioni espresse dai personaggi, e dal narratore in alcuni proemi (ad esempio XX, XXVIII e XXXVII), possono essere interpretate come interventi indiretti e contrastanti dell'autore sulla controversia in corso che riguarda le donne.
Alcuni versi de canto XX dell'Orlando Furioso sono stati indicati da Gian Battista Marchesi nel suo saggio del 1895 dal titolo Le polemiche sul sesso femminile ne' secoli XVI e XVII, come segnale dell'imminente inizio della polemica che verso la metà del XVI secolo avrebbe coinvolto numerosi letterati italiani e avuto come epicentro "i dottori aristotelici e platonici" dello Studio di Padova. Avviata in sordina dal filosofo Sperone Speroni con il suo moderato e benevolo dialogo Della dignità delle donne, nel centro patavino la discussione si sarebbe infiammata nel 1586 dopo l'uscita di un opuscolo di denuncia dei difetti femminili, Vera narratione delle operationi delle donne, firmato da ignoto autore sotto lo pseudonimo di Onofrio Filarco.
Uno studio sulle fonti italiane pubblicato nei primi anni ottanta del Novecento ha individuato circa una cinquantina di testi scritti dedicati al tema delle donne dal 1524 al 1632, da brevi trattatelli polemici a volumi particolarmente consistenti. Giuseppe Zonta, curatore dell'antologia Trattati del Cinquecento sulla donna (1913) suddivide questa produzione in cinque categorie: opere encomiastiche (sono citati il Dialogo delle bellezze di Nicolò Franco, Della eccellenza e dignitá delle donne di Galeazzo Capella, De nobilitate di Agrippa, La Nobiltà delle donne di Lodovico Domenichi), misogine (Disputatio periucunda, Angoscia, Doglia e Pena, le tre furie del mondo di Michelangelo Biondo), didascaliche morali (Della instituzione delle donne di Dolci), didascaliche fisiche, ossia manuali sulle doti fisiche delle donne e sui mezzi per conservarle e valorizzarle (i Ritratti di Giovan Giorgio Trissino, il Dialogo delle bellezze di Agnolo Firenzuola, Il libro della bella donna di Federico Luigini), operette «probroso», sul tema dell'amore mercenario, degli adulteri o delle malattie veneree, costruite sulla tradizione satirica delle "corna" (Syphilis sive De morbo gallico di Girolamo Fracastoro, Il convito […] overo Del peso della moglie di Giovanni Battista Modio e Mirabile cornucopia consolatorio di Tommaso Garzoni).
Nella prima metà del XVI secolo, tra gli esempi più significativi di opere scritte a difesa del sesso femminile e promotrici del modello rinascimentale della donna colta ed erudita vi sono l'Orazione in lode delle donne (1545) del filosofo senese e accademico degli Intronati Alessandro Piccolomini, pubblicata insieme alla traduzione in italiano del De nobilitate et praeccellentia foeminei sexus declamatio di Cornelio Agrippa, e La Nobiltà delle donne (1549) di Lodovico Domenichi, scrittore, editore e poligrafo piacentino, sostenitore con argomentazioni mediche, psicologiche, culturali e morali della superiorità del sesso femminile.

Fondatore nel 1543 a Piacenza dell'Accademia degli Ortolani, alla quale, diversamente dalla maggior parte degli altri cenacoli, partecipano anche diverse donne, Domenichi non si limita a sostenere con propri scritti - due dialoghi, un'antologia, una commedia e un trattato - la produzione filogina, ma promuove, traduce, cura opere di diverse autrici, contribuendo alla diffusione della cultura femminile.

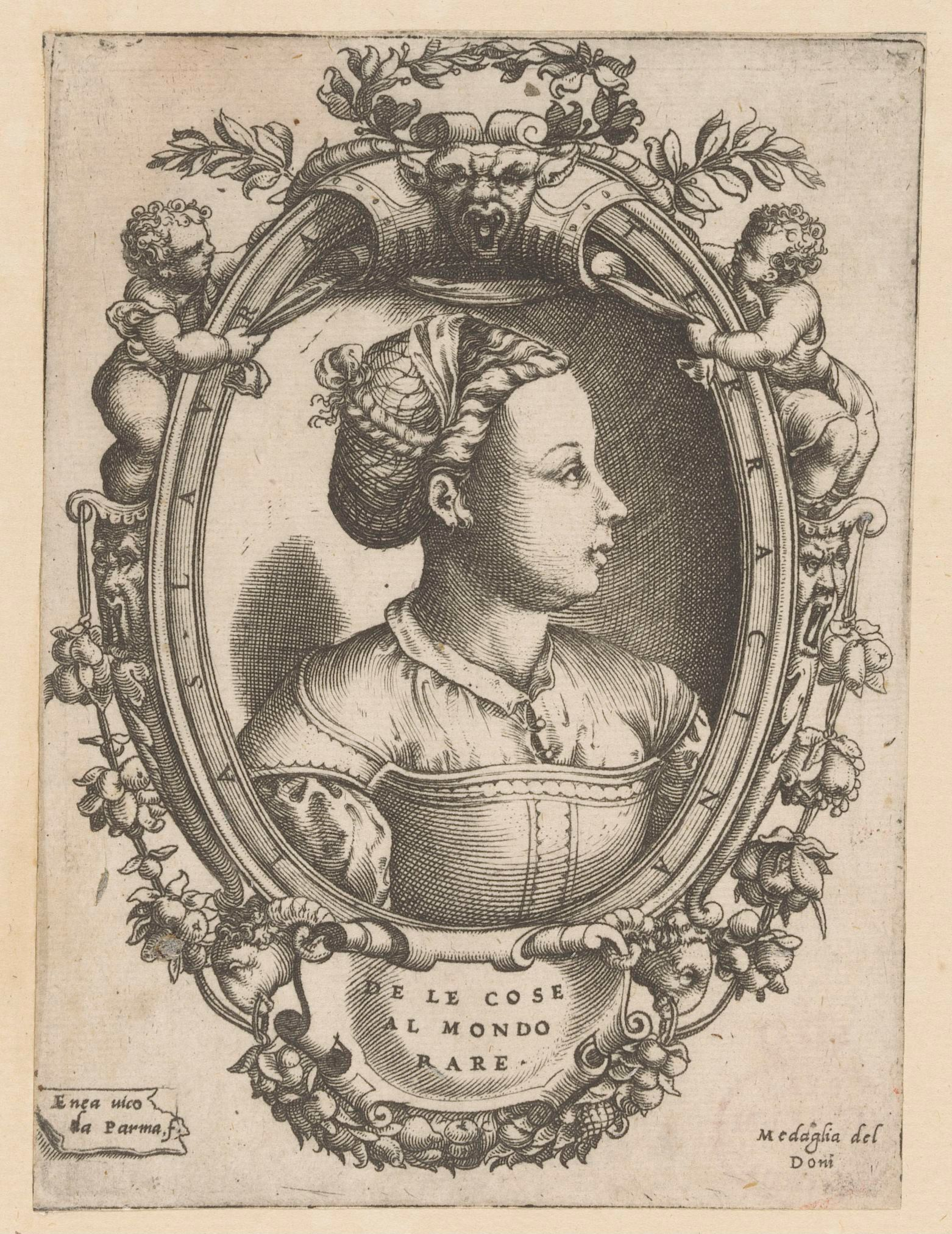
Laura Terracina (1519-1577)

La prima opera a cui collabora è una raccolta di liriche di Laura Terracina, stampata a Venezia nel 1548, Le rime, di cui vengono prodotte tra il 1548 e il 1570 ben sedici edizioni. Nel 1549 la poetessa napoletana interviene nel dibattito con il Discorso sopra il Principio di tutti i canti d’Orlando furioso, scritto in omaggio all'Ariosto e composto di quarantasei canti in ottave, nel quale, facendo leva sulla genealogia femminile, sugli esempi delle donne illustri del passato, sulle grandi imprese da loro compiute, di cui aveva scritto anche l'autore dell'Orlando, si rivolge direttamente alle donne, incitandole ad abbandonare "ago e filo" e a rispondere attraverso la penna alle ignobili accuse loro rivolte.
Verso la metà del secolo II libro della bella donna (1554) di Federico Luigini, una celebrazione della diversità femminile, viene indicato come spartiacque tra un'epoca connotata per la sua apertura e il suo progressismo in materia di idealità femminile e la successiva età della Controriforma, quando le direttive di restaurazione sociale emanate dal Concilio di Trento tra il 1545 e il 1563 porteranno all'istituzione della Congregazione dell'Indice, all'imposizione dell'ortodossia cattolica e della difesa dell'ordine costituito, ridefinendo e ridimensionando il ruolo sociale delle donne.
Un cambiamento in tal senso è riscontrabile nel modello di donna - sposa, madre e timorata di Dio - proposto in alcuni trattati di institutio, manuali d'istruzione o regole di comportamento, come quelle prescritte in Ornamenti della gentildonna vedova (1574) del veneziano Giulio Cesare Cabei o Degli stati verginale, maritale e vedovile (1586) di Onofrio Zarrabini.
Il trattato De l'istitutione de la femina cristiana dell'umanista spagnolo Juan Luis Vives, stampato a Venezia nel 1546, di larga diffusione e seguito soprattutto in Inghilterra, sia tra i cattolici che tra i protestanti, rappresenta uno dei testi più importanti dedicati alla questione dell'istruzione delle donne. Il focus è posto sulla loro formazione spirituale, sulle virtù dell'onestà e dell'onore, sul ruolo che sono chiamate a svolgere all'interno della famiglia, con spunti di novità quando - accanto alla visione pessimistica della natura femminile e all'ossessione per il principio della castità - viene sostenuta l'uguaglianza delle capacità intellettive dei due sessi, e un'idea del matrimonio fondata non sulla procreazione, ma sulla reciprocità e la convivenza.
Il trattato pedagogico in tre volumi Della institution delle donne (1545) di Ludovico Dolce, riedito quattro volte nel corso del Cinquecento, ne riprende i temi e mette in luce il cambiamento avvenuto nel modello sociale femminile assunto a riferimento: la donna di famiglia e non la dama di palazzo verso cui l'autore rivolge la sua derisione. La donna descritta da Dolce - di cui i tre le libri, nel rispetto della tradizioni medievale, scandiscono il ciclo di vita nelle tre fasi di vergine, moglie, vedova - è impegnata a governare la casa e la servitù, a sovraintendere le faccende domestiche, a prendersi cura del marito e della prole.

Negli ultimi decenni del secolo, un esempio di mediazione "tra istanze rinascimentali e posizioni post-conciliari" è rappresentato da il Discorso della virtù femminile di Torquato Tasso, stampato a Venezia nel 1582, mentre uno dei più famosi testi di contenuto misogino, foriero di opposte reazioni, è Dei donneschi difetti (1599) dello scrittore ravennate Giuseppe Passi.

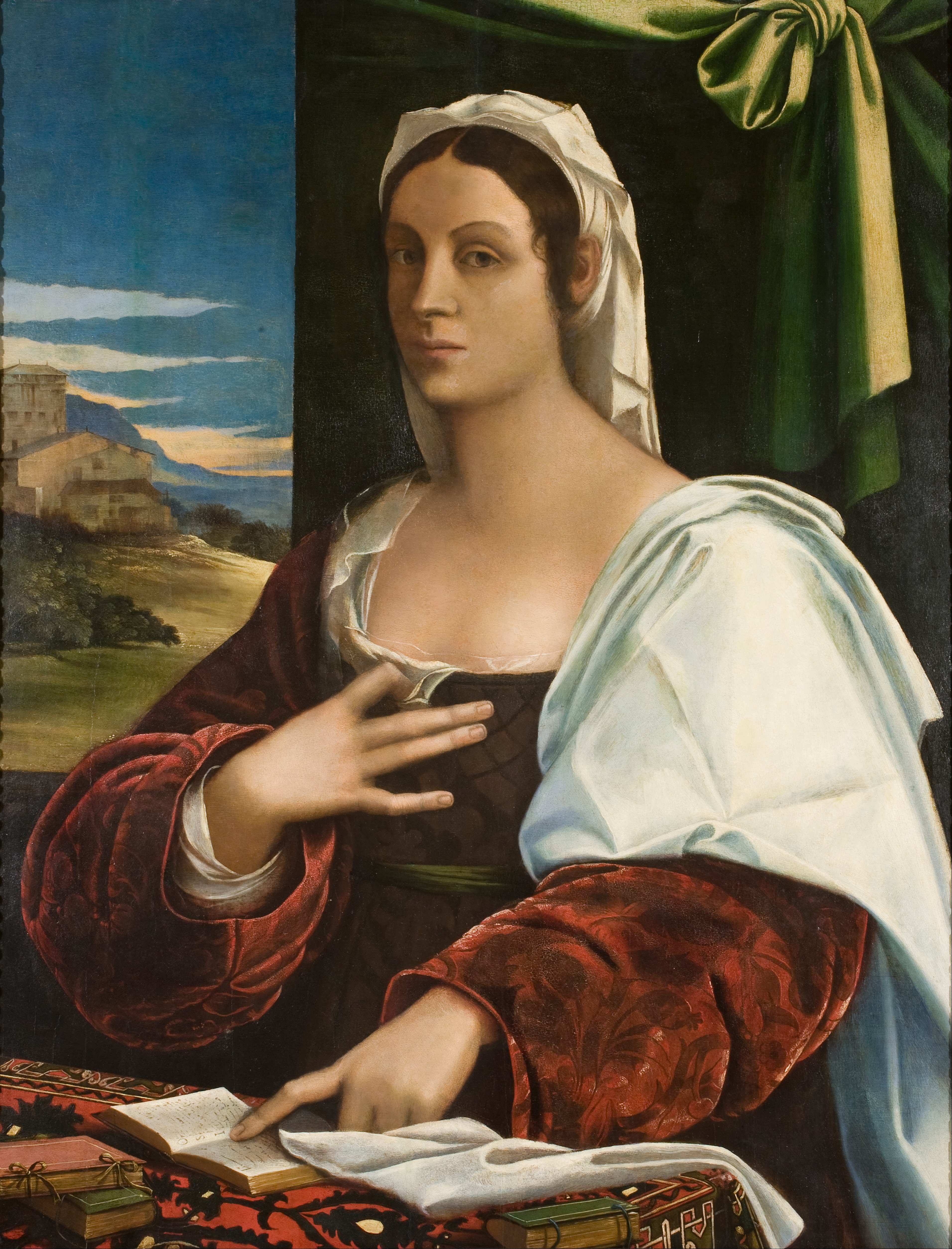
Vittoria Colonna, dipinto di Sebastiano del Piombo

Il libro, una disamina dei difetti femminili lunga trentacinque capitoli, induce la poetessa veneziana Lucrezia Marinelli a una controrisposta puntuale, esplicitata negli altrettanti trentacinque capitoli in cui è suddiviso il suo libro, La nobiltà et l'eccellenza delle donne co' difetti et mancamenti de gli uomini (1600), un ribaltamento ironico dei vizi e delle virtù attribuiti ai due sessi dalla tradizione misogina, nel quale l'autrice si oppone punto per punto alla descrizione dello stereotipo della donna malvagia, gelosa, lussuriosa, incostante e tirannica, difendendo la dignità del sesso femminile e additando di contro i difetti e gli abusi maschili.
La consistente presenza, senza precedenti, di donne di diversa estrazione sociale che nel periodo rinascimentale si dedicano alla scrittura e alla poesia, acquisendo notorietà all'interno dell'ambiente letterario, è rilevata da Girolamo Tiraboschi che dedica otto paragrafi della sua Storia della letteratura italiana alle scrittrici del Cinquecento e da Carlo Dionisotti, che ne segnala la novità sostenendo che solo in questo periodo storico della letteratura "le donne fanno gruppo"; tale presenza contribuisce ad allentare le maglie dei ruoli tradizionalmente assegnati alle donne e ad arricchire il dibattito con contributi di parte femminile.
Le poetesse Vittoria Colonna e Veronica Franco, nei loro vari scritti di natura lirica, mettono in discussione i ruoli di genere tradizionali sostenendo la parità dei sessi, come farà Moderata Fonte nel suo libro Il merito delle donne completato intorno al 1592, la sera prima della sua morte per parto, all'età di trentasette anni, e pubblicato postumo nel 1600. Il libro, su modello della tradizione del dialogo letterario, è costruito su una conversazione tra sette nobildonne veneziane di età ed esperienze diverse, che discutono sull'ostilità e la tirannia esercitata dagli uomini nei confronti delle donne e i possibili rimedi, sul ruolo della biologia e della cultura nel determinare le caratteristiche di genere, con esempi tratti dalla tradizione umanista di scritti sui meriti delle donne e da vicende personali, con digressioni sull'amore e sull'amicizia, la prostituzione, il comportamento dei mariti, la polemica nei confronti del matrimonio.

#### XVII secolo

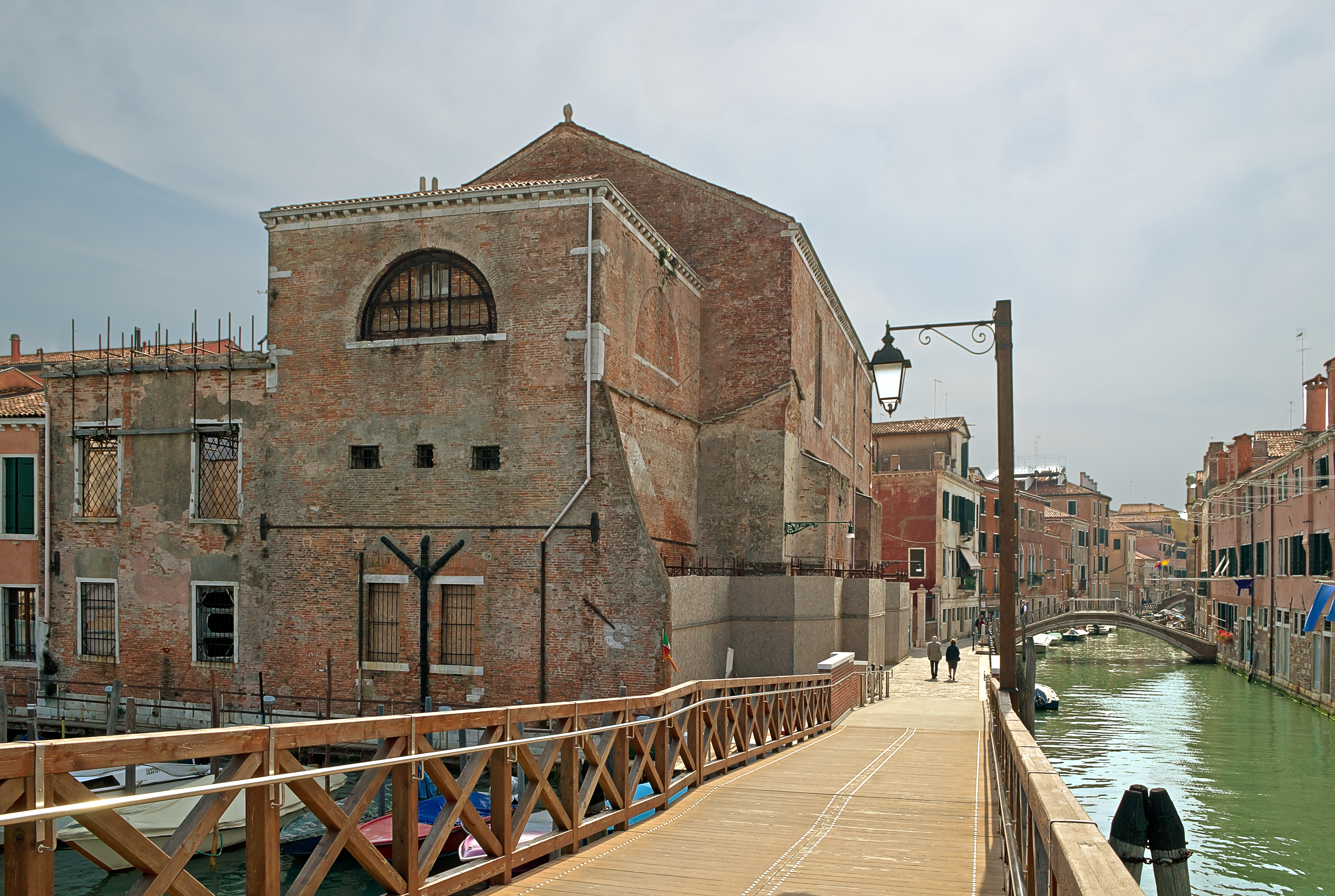
Chiesa di Sant'Anna di Castello a Venezia. Nell'ex monastero adiacente trascorse la sua vita Angelica Tarabotti.

Nel 1621 viene pubblicato a Venezia il dialogo d’impronta filogina La vittoria delle donne, dell'agostiniano Lucrezio Borsati da Crema, dell’Accademia letteraria dei Sospinti, e l'opera in 24 volumi del chierico fiorentino Cristoforo Bronzini, Sulla dignità e nobiltà delle donne (1622-1632), dedicata a Maria Maddalena d'Austria e la cui diffusione, a causa delle osservazioni contenute sulle sacre scritture, venne proibita dalla Congregazione dell'Indice subito dopo la stampa della sua prima parte nel 1622.
Nel 1644 secolo la monaca veneziana Arcangela Tarabotti, autrice di La semplicità ingannata, una denuncia contro la consuetudine di forzare le donne alla vita conventuale, di cui lei stessa fu vittima, scrive l'Antisatira, un'opera in difesa della dignità del genere femminile in risposta alla satira misogina del senese Francesco Buoninsegni Contro ’l lusso donnesco (1632); nel 1651 partecipa nuovamente alla querelle pubblicando sotto lo pseudonimo di Galerana Barcitotti - anagramma del suo nome - il trattatello polemico Che le donne siano della spetie degli huomini. La tesi che le donne non facessero parte della specie umana era stata sostenuta nell'opera Disputatio nova contra mulieres, qua probatur eas homines non esse, nota come Disputatio periucunda, pubblicata anonima in Germania e attribuita a Valens Acidalius; circolante già dal 1595, venne stampata in italiano a Venezia nel 1647 da tal "Horatio Plata romano" che si presume fosse Giovan Francesco Loredan.

#### XVIII secolo
Nel giugno 1723, il discorso contrario all'ammissione delle donne agli studi delle scienze e delle arti pronunciato in un'assemblea dell'Accademia dei Ricoverati da Antonio Volpi, docente di filosofia dell'Università di Padova, sostenitore dell'inferiorità femminile, viene pubblicato in un opuscolo che conosce una larga diffusione, suscitando accesi dibattiti e la risposta di una donna, Aretafila Savini de' Rossi, che scrive Apologia in favore degli studi delle donne.
Aretafila Savini de' Rossi è con Giuseppa Eleonora Barbapiccola, Maria Gaetana Agnesi e Diamante Medaglia Faini, una delle donne che nel corso del XVIII secolo, nell'età dell'illuminismo, si uniscono al dibattito sull'istruzione femminile condotto in Italia nell'ambiente letterario, dimostrando "l’autorità senza precedenti raggiunta dalle donne durante il Settecento all’interno dell’establishment accademico e la loro crescente capacità di influenzare il discorso pubblico".

## Nascita e sviluppo degli studi sullaquerelle des femmes
I primi a interessarsi alla massa di scritti prodotti sulle donne nel corso di diversi secoli e a coglierne il carattere ripetitivo e polemico, sono stati alcuni critici letterari specialisti del Medioevo e del Rinascimento, che dalla fine dell'Ottocento ai primi anni del Novecento iniziarono lo studio di tali opere, spesso raccogliendole in antologie.

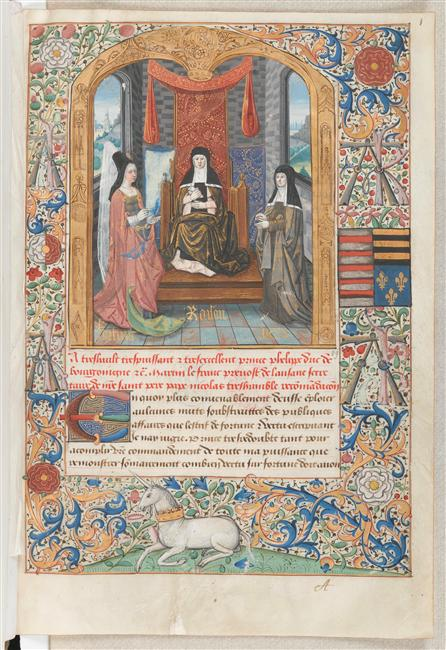
L’Estrif de Fortune et de Vertu di Martin Le Franc

Nei primi tre decenni del Novecento l'attenzione per questo dibattito si manifestò negli studi delle opere di Margherita d'Angoulême (1492-1549), scrittrice e poetessa francese, sorella del re di Francia Francesco I, che partecipò, con il suo Heptaméron, alla cosiddetta "querelle des Amyes", un dibattito letterario sul ruolo delle donne nell'amor cortese, e connotò l'interesse riservato alle opere di Christine de Pizan, la prima donna intervenuta nel XV secolo nella querelle con propri scritti, sostenendo un punto di vista di genere.
Dopo alcuni decenni di assenza, gli studi sulla querelle riemergono negli anni settanta del Novecento grazie al femminismo, estendendosi dalla Francia, culla di questo dibattito, a ricercatori di altri paesi europei ed extraeuropei. Negli anni ottanta l'articolo della storica statunitense Joan Kelly, Early Feminist Theory and the "Querelle des Femmes", 1400-1789 (1982), diventa un importante riferimento per gli studi sulla materia, seguito dalle ricerche, in lingua tedesca, di Claudia Opitz, Gisela Bock e Margarete Zimmermann; quest'ultima definisce quello avvenuto negli anni novanta, "un terzo boom" degli studi sulla querelle des femmes, e individua tra i testi di riferimento prodotti in quel periodo L’Accès des femmes à la culture (1598-1715) (1993) di Linda Timmerman, e The Master e Minerva: Disputing Women in French Medieval Culture (1995) di Helen Solterer.
La Société Internationale pour l'Étude des Femmes de l'Ancien Régime (SIEFAR), nata in Francia nel 2000, nel primo decennio del XXI secolo promuove la pubblicazione di una serie di volumi, saggi, bibliografie e l'organizzazione di convegni e giornate di studio sulla querelle, ma l'espressione querelle des femme negli ultimi decenni del Novecento e il primo decennio del XXI secolo viene raramente utilizzata nelle pubblicazioni accademiche francesi, probabilmente perché associata al femminismo e ad un approccio ritenuto poco rigoroso dal punto di vista scientifico.

## Interpretazioni
Le questioni principali su cui gli studiosi hanno dato risposte diverse nel corso del tempo riguardano il grado di veridicità e di attendibilità della disputa, la tipologia degli argomenti trattati, anche in relazione al contesto storico, la sua periodizzazione.

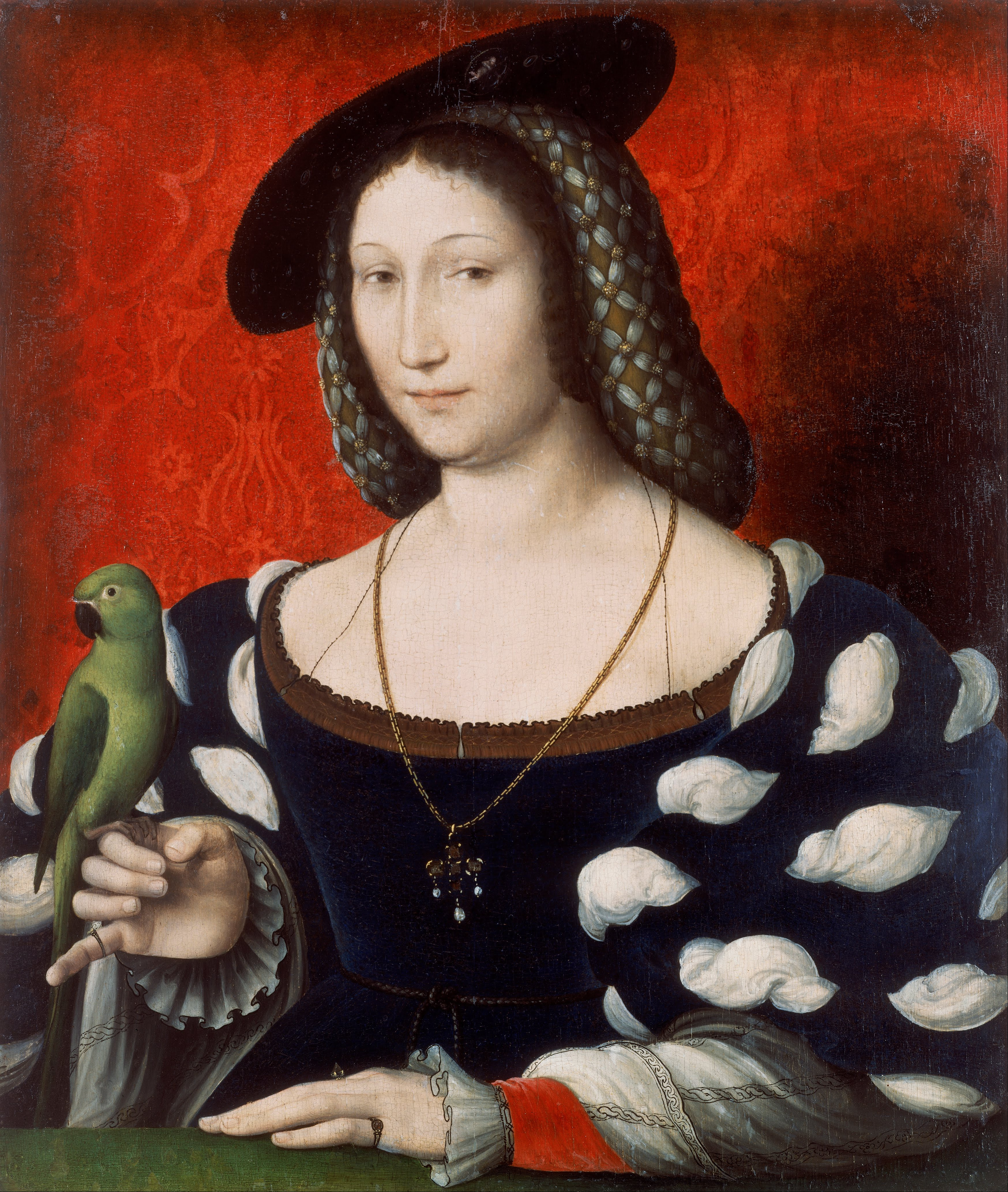
Ritratto di Margherita d'Angouléme, attribuito a Jean Clouet

Il primo punto solleva il problema dell'effettiva corrispondenza tra le considerazioni espresse a favore o contro le donne e i personali convincimenti dei loro sostenitori o detrattori, un interrogativo esteso al rapporto tra tali affermazioni e le reali relazioni allora esistenti tra i sessi. Fin dal medioevo, infatti, molti degli autori impegnati nella querelle risulterebbero aver sostenuto sia tesi a favore che contro l'inferiorità femminile, in un esercizio di stile che li avrebbe impegnati, attraverso l'uso dell'ironia, dell'umorismo, così come della retorica, del paradosso e del raziocinio, a dimostrare la propria abilità dialettica. Spingendo al limite questa interpretazione, la querelle, secondo alcuni autori, privata di ogni sincero intento di cambiamento dei rapporti di forza tra i sessi, avrebbe assunto il carattere di una finzione, di una farsa, riducendosi a pura "letteratura".
Joan Kelly negli anni ottanta del Novecento contesta queste conclusioni, osservando come esse oscurino l'esistenza, in molti secoli di storia, di una letteratura misogina e della sua avvenuta critica da parte delle donne. Secondo Kelly, il genere della querelle, popolare fino alla fine del XVIII secolo, avrebbe accompagnato la nascita della prima "teoria femminista", di cui la studiosa coglie tre tratti caratteristici: il carattere polemico espresso dalle donne in risposta alle posizioni misogine di altri autori; l'attribuzione delle differenze tra i sessi ad un fattore culturale e non biologico; una visione universalista del genere umano "che trascendeva i sistemi di valori accettati dell’epoca".
Le radici di questa prima teoria femminista, a parere di Kelly, affondano nel processo di "alfabetizzazione umanistica" cui parteciparono diverse donne di ceto sociale elevato, provenienti da un ambiente colto, spesso - come nel caso delle scrittrici femministe britanniche Aphra Behn e Mary Astell, e della poetessa veneziana Lucrezia Marinella - da famiglie di imprenditori e di mercanti, annoverati tra i nuovi attori della storia moderna. Kelly le definisce le antenate delle "figlie degli uomini colti”, di cui avrebbe parlato Virginia Woolf, e sostiene che esse interpretarono la concezione universalistica dell'humanitas, dell'educazione come "coltivazione dell'umano nell'uomo", come stimolo ad abbattere le barriere di genere che impedivano l'accesso delle donne all'istruzione e alla professione di letterate, e come ragione per opporsi allo svilimento delle donne come genere.

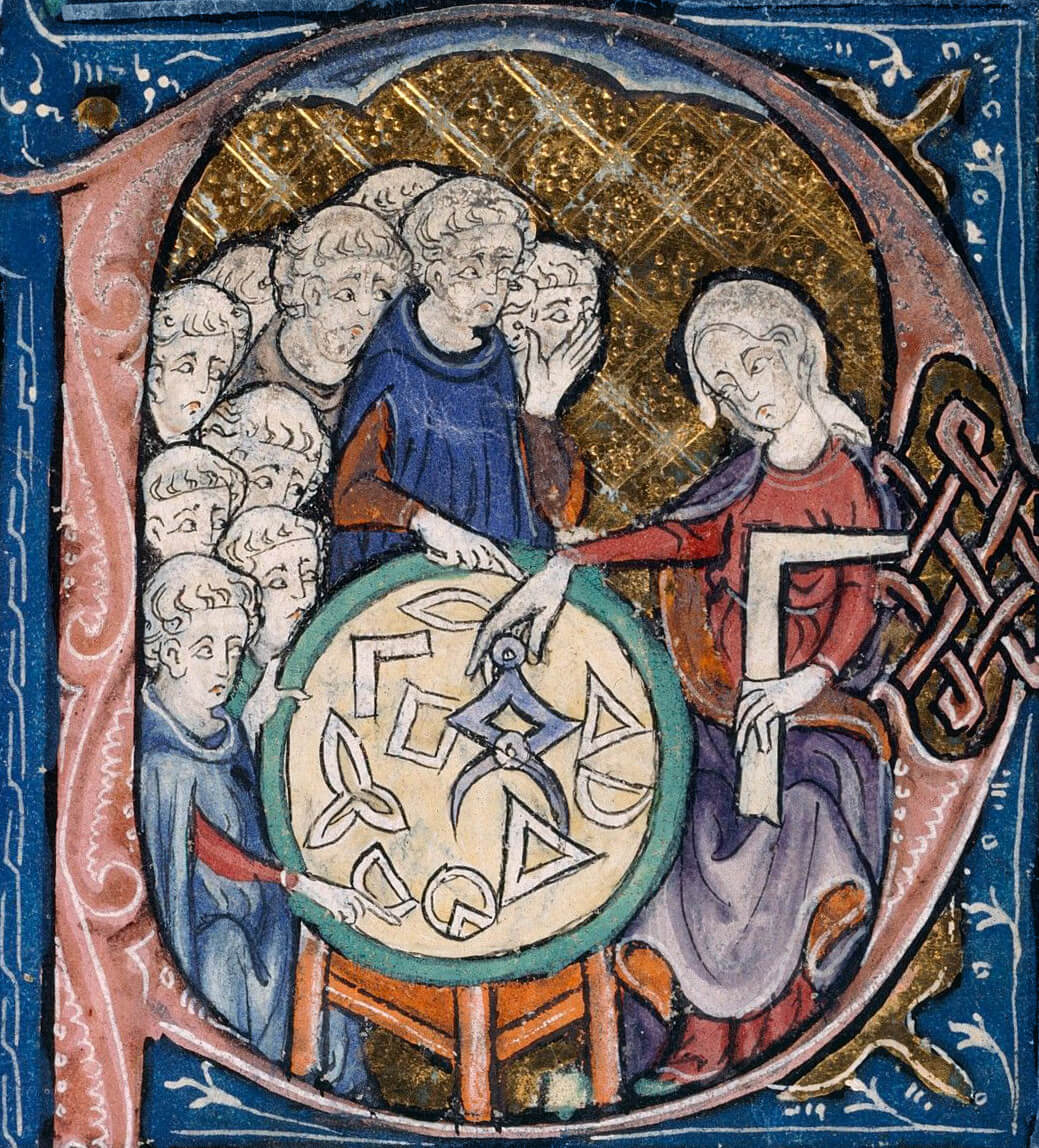
Donna che insegna geometria, illustrazione tratta dagli Elementi di Euclide, nella traduzione attribuita ad Adelardo di Bath (XIV secolo)

Anche secondo la studiosa statunitense Emily C. Francomano, la querelle, pur mantenendo contorni indistinti e restando di difficile definizione, non può essere ritenuta un puro esercizio di retorica: coinvolgendo le donne sia come oggetto di dibattito che come "disputanti in opere che cercano di definire la loro morale, qualità fisiche e intellettuali, generalmente in contrasto con quelle degli uomini", entrando in merito alle relazioni tra i sessi, marcando le norme di genere vigenti o puntando a ridefinirle, essa si connota per la sua componente ideologica che rinvia ad una forma di azione e di "pratica politica".
Un'altra questione su cui gli studiosi si sono espressi diversamente riguarda gli argomenti maggiormente dibattuti. Negli anni Trenta del Novecento Emile Telle ha sostenuto che tra la fine del XII e la fine del XIV secolo il dibattito si sarebbe concentrato sul tema dell'amore e del matrimonio, legato a sua volta a quello della natura delle donne, i cui tratti caratteristici vennero individuati dai detrattori del genere femminile nell'incostanza, nella loquacità, nella stupidità, nella vanità, nella lussuria. Dalla fine del XIV secolo argomento della querelle sarebbe diventato ciò che le donne potevano o non potevano fare - ad esempio portare le armi, insegnare le lettere, fare le condottiere - mentre dal XVII secolo, su influenza di Christine de Pizan, il principale oggetto di discussione sarebbe stato l'accesso delle donne all'istruzione e al sapere. Altri autori ritengono invece che questi argomenti sarebbero stati presenti nel dibattito per tutta sua durata.
Anche sulla periodizzazione della querelle, sui suoi inizi e sulla sua durata, gli studiosi non sarebbero giunti a una stessa conclusione; pochi avrebbero collocato le sue origini nella letteratura misogina del XIII secolo, mentre la maggior parte avrebbe situato l'avvio del dibattito nel XV secolo, senza distinguere l'età medievale da quella rinascimentale; in molti casi le sue radici sarebbero state genericamente riconosciute nella tradizione classica: Aristotele, Ovidio, Giovenale, Plutarco, i padri della Chiesa, fino ad approdare, come esempio di misoginia, al Roman de la Rose. R. Howard Bloch, nel suo Medieval misogyny, osserva come "la persistenza - nei trattati teologici, filosofici, scientifici; nella letteratura, leggende, mito e folklore - di tante delle prime formulazioni della questione della donna, dai Padri della Chiesa fino al XIX secolo, dimostra come chiunque si chieda da dove cominciare per comprendere la corrente occidentale dell’antifemminismo debba riconoscere che è possibile iniziare praticamente ovunque."
Per quanto riguarda la sua fase finale, McLean la colloca dopo il 1650, Angenot alla fine del Rinascimento; di rado viene protratta nella seconda metà del XVIII secolo, nell'età dell'illuminismo, nonostante l'ostilità espressa nei confronti delle donne da Rousseau, Voltaire e Diderot. Joan Kelly nel suo famoso articolo periodizza la querelle nelle date 1400-1789, intendendo sottolineare, rispetto ai suoi inizi, il ruolo fondamentale avuto da Christine de Pizan nell'elaborazione della prima "teoria femminista", e nella data della rivoluzione francese, il punto di raccordo e di continuità tra la fase di avvio e il successivo sviluppo del pensiero femminista: una concezione della storia del femminismo europeo come "lunga durata", condivisa anche da Gisela Bock.